# Црква Светог пророка Илије у Кубер Пидију
Црква Светог пророка Илије је објекат Српске православне цркве који се налази у месту Кубер Пиди у Јужној Аустралији. Припада митрополији Аустралијско-новозеландској и саграђена је 1993. године. Црква је јединствена по томе што је изграђена под земљом, на дубини од 9 метара. Осим ње испод површине смештени су црквени и парохијски дом, као и црквена школа. Иконостас је урађен од стакла и осликан, а у зиду су исклесане фреске. 